# ليثيوم (أغنية)
تعديل مصدري - تعديل  
«ليثيوم» (بالإنجليزية: Lithium)‏ هي أغنية لفرقة الروك الأمريكية نيرفانا. قام بكتابتها مغني الفرقة كيرت كوبين، الأغنية عن رجل يتحول للدين في خضم أفكار بالانتحار. سجلت نيرفانا «ليثيوم» أولاً عام 1990، وتم إعادة تسجيل الأغنية في العام التالي من أجل ألبوم الفرقة الثاني نيفرمايند (1991).
صدرت «ليثيوم» كثالث أغنية مفردة من ألبوم نيفرمايند في يوليو 1992، استطاعت الأغنية الوصول للمرتبة رقم 64 على بيلبورد هوت 100 في الولايات المتحدة، والمرتبة رقم 11 في يو كاي سنغلس تشارتس في المملكة المتحدة. الأغنية المصورة المصاحبة للأغنية من إخراج كيفين كيرسليك وهي عبارة عن مونتاج للقطات فيديو من حفلة موسيقية للفرقة.

## الخلفية والتسجيل
وصف مغني وعازف غيتار الفرقة كيرت كوبين «ليثيوم» بأنها: «واحدة من تلك الأغاني التي قمت بإنهائها فيما كنت أحاول في الحقيقة كتابتها بدلاً من أن أخذ مقاطع من شعري وأشياء أخرى». قامت نيرفانا بتسجيل «ليثيوم» مع المنتج بوتش فيغ في استديوهات سمارت في ماديسون بولاية ويسكونسن خلال أبريل من عام 1990. المواد التي تم تسجيلها في استديوهات سمارت كان الهدف منها أن تكون لأجل ألبوم الفرقة الثاني لصالح شركة التسجبل المستقلة ساب بوب. في كتاب ألبومات روك كلاسيكية: نيفرمايند الذي صدر عام 1998، ذُكر أن المراقبين في جلسة تسجيل «ليثيوم» اعتبروا بأنه حدث رئيسي في تطور الخلاف بين كوبين وعازف الطبول تشاد تشانينغ. حيث لم يكن كوبين راضياً عن عزف تشانينغ حيث كانت أنماطهما الموسيقية غير متناسقة. أخبر كوبين تشانينغ بأن يقوم بأداء ترتيب عزف الطبول الذي وضعه كوبين للأغنية. وفقاً لفيغ، أجهد كوبين صوته خلال تسجيل الغناء لـ«ليثيوم»، ما أجبر الفرقة على وقف التسجيل. وُضعت الأغاني التي سُجلت في هذه الجلسات ضمن أشرطة عينات ووزعت على مجال صناعة الموسيقى، ما أثار الاهتمام بالفرقة بين عدد من شركات التسجيل الكبرى.
بعد التوقيع مع شركة دي جي سي، اجتمعت الفرقة مجدداً مع بوتش فيغ باستديوهات ساوند سيتي في فان نويس بولاية كاليفورنيا في مايو 1991 للعمل على ألبوم نيفرمايند، وهو أول ألبوم لنيرفانا خلال تعاقدها مع شركة تسجيلات ضخمة. خلال جلسات التسجيل، قام عازف غيتار البيس كريست نوفوسيلك بتبسيط البيس لاين؛ قائلاً: «قمت بإثراء عزف البيس أكثر بقليل، ولكن ذلك كان كل ما غيرناه.» كانت جلسة تسجيل «ليثيوم» واحدة من أكثر الجلسات مشقة بالنسبة لفيغ والفرقة في استديوهات ساوند سيتي، حيث تسرعت الفرقة مراراً في لحظة تسجيل الأغنية، مما دفع فيغ للجوء إلى استخدام «كليك تراك» (بالإنجليزية: click track)‏ وهي عبارة عن سلسلة من الإشارات الصوتية التي استخدمها فيغ لمزامنة التسجيلات الصوتية بغرض الحفاظ على سرعة إيقاع ثابت للأغنية. اقترح فيغ بأن يستخدم قارع الطبول الجديد ديف غرول أنماطاً أبسط للأغنية، الأمر الذي أدى إلى نتيجة مرضية. كان تسجيل مقطع الغيتار الذي يعزفه كوبين أكثر صعوبة. حيث يشير فيغ: «أراد كيرت أن يكون قادراً على عزف الغيتار بصدق. ليس، متناسقاً— احتاج الأمر بأن يكون له هذا الحيز». ويتذكر فيغ: «كان لا بد أن تكون مسترخياً». في كل مرة تسرع فيها كوبين، كان فيغ يدعو إلى محاولة تسجيل أخرى. أصبح كوبين خلال اليوم الأول من تسجيل الأغنية محبطاً للغاية حيال التقدم البطيء الذي تحرزه الفرقة بدلاً من بدأ العزف على ارتجال موسيقي كان يتم العمل عليها. سجل فيغ الارتجال، والذي أصبح لاحقاً بعنوان "Endless, Nameless"، وتم إدخالها كأغنية مخفية في نهاية ألبوم نيفرمايند.

## الأفراد
- كيرت كوبين: غناء، غيتار
- كريست نوفوسيلك: غيتار البيس
- ديف غرول: طبول
- بوتش فيغ: مهندس المكساج والتسجيل، منتج